# یواس‌ان‌اس پاولی (تی-ای‌او-۱۵۷)
یواس‌ان‌اس پاولی (تی-ای‌او-۱۵۷) (به انگلیسی: USNS Paoli (T-AO-157)) یک کشتی، به طول ۵۲۳ فوت ۶ اینچ (۱۵۹٫۵۶ متر) است. این کشتی در سال ۱۹۴۴ ساخته شد.